# Spanien ved sommer-OL 1928
Spanien deltager i Sommer-OL 1928 i Amsterdam. 80 sportsudøvere fra Spanien, alle mænd, deltog i ti sportsgrene under Sommer-OL 1928 i Amsterdam. Spanien kom på en delt 24. plass med en guldmedalje.

## Medaljer
| 1928    | Guld | Sølv | Bronze | Total |
| Spanien | 1    | 0    | 0      | 1     |

## Medaljevindere
| Spanien under OL 1928 i Amsterdam | Spanien under OL 1928 i Amsterdam                                     | Spanien under OL 1928 i Amsterdam | Spanien under OL 1928 i Amsterdam   |
| Medaljer                          | Udøver                                                                | Sport                             | Øvelse                              |
| --------------------------------- | --------------------------------------------------------------------- | --------------------------------- | ----------------------------------- |
| Guld                              | José Navarro Morenés José Álvarez de Bohórquez Julio García Fernández | Hestesport                        | Ridebanespringning, Holdkonkurrence |